# 아이 엠 넘버 포 (영화)
아이 엠 넘버 포(I Am Number Four)는 2011년 공개된 미국의 SF 액션 영화이다.

## 줄거리
영화 "아이 엠 넘버 포"는 로리엔 행성에서 온 외계인 존 스미스가 지구로 피신하면서 벌어지는 이야기를 다룬다. 행성이 파괴된 후, 존은 '가드'라고 불리는 다른 8명의 외계인 아이들과 함께 지구로 보내진다. 그들은 모가도리안이라는 적대적인 외계 종족에게 쫓기고 있는데, 이들은 순서대로 가드들을 제거하려 한다. 존은 네 번째 가드이기에 끊임없이 위협받는다.
존은 헨리라는 보호자와 함께 평범한 십대 소년으로 위장하여 오하이오의 작은 마을에 정착한다. 그곳에서 존은 음모론을 믿는 소년 샘과 사랑스러운 사진작가 사라를 만나 친구가 된다. 하지만 존의 특별한 능력이 발현되면서 모가도리안의 추격은 더욱 거세진다. 존은 초능력을 사용하여 사라를 괴롭히는 학교 불량배들을 막고, 샘에게 자신의 정체를 밝힌다.
한편, 다른 가드인 넘버 식스는 모가도리안의 위협에 맞서기 위해 존을 찾아 나선다. 모가도리안은 헨리를 납치하고, 존은 그를 구출하려 하지만 헨리는 죽음을 맞이한다. 존은 헨리가 남긴 로리엔 유물과 다른 가드들을 찾을 수 있는 장치를 얻는다.  사라의 도움으로 모가도리안에게서 벗어난 존은 학교에서 모가도리안과 최후의 전투를 벌이다. 넘버 식스와 존을 보호하기 위해 부모님이 보낸 변신능력을 가진 키메라 버니의 도움으로 존은 모가도리안 사령관을 포함한 적들을 물리친다.
존은 다른 가드들을 찾아 함께 싸우기 위해 샘과 버니, 넘버 식스와 함께 여행을 떠난다. 사라에게 돌아올 것을 약속하며, 지구를 보호하기 위한 여정을 시작한다.

## 배역
- 앨릭스 페티퍼 - 존 스미스 / 넘버 포 / 대니얼 존스
- 티머시 올리펀트 - 헨리
- 테리사 파머 - 넘버 식스
- 다이애나 에그론 - 세라 하트
- 캘런 매콜리프 - 샘 구드
- 케빈 듀랜드 - 모거도리언 사령관
- 제이크 에이블 - 마크 제임스
- 제프 호천도너 - 제임스 경관
- 그레그 타운리 - 넘버 스리
- 루번 랭던 - 스리의 보호자
- 주디스 호그 - 세라의 어머니
- 브라이언 하우 - 프랭크
- 찰스 캐럴 - 샘의 의붓아버지
- 켄 벡 - 잭슨
- 터커 앨브리지 - 턱
- 에밀리 위커섐 - 니콜
- 패트릭 세베시 - 케빈
- 앤디 오언 - 브렛
- L. 데릭 레오니도프 - 버먼 교수
- 개릿 M. 브라운 - 심스 씨
- 메건 팔로스 - 슈퍼마켓 직원
- 사브리나 데마테오 - 물리학 교수
- 쿠퍼 손턴 - 세라의 아버지
- 잭 월즈 - 세라의 남동생
- 빌 레잉 - 농부
- 보 머초프 - 드루
- 코디 존스 - 컨

## 사운드트랙
1. "Radioactive" – Kings of Leon
2. "Tighten Up" – The Black Keys
3. "Rolling in the Deep" – Adele
4. "Somebody's Watching Me" – Rockwell
5. "Shelter" – The xx
6. "Soldier On" – The Temper Trap
7. "Invented" – Jimmy Eat World
8. "Curfew" – Beck
9. "As She's Walking Away" – Zac Brown Band (ft. Alan Jackson)
10. "Letters from the Sky" – Civil Twilight

출처: